# Дмитракова, Ирина Михайловна
Ири́на Миха́йловна Дмитрако́ва (род. 29 апреля 1974, Москва) — российская актриса, топ-модель, продюсер, теле- и радиоведущая.

## Биография
Родилась 29 апреля 1974 года в Москве. Принимала участие в конкурсе манекенщиц в доме моделей на Кузнецком мосту и по его результатам стала работать моделью.
C 1994 года работала в доме моды «Кузнецкий Мост» в качестве модели и постановщика показов модной одежды.
Ирина была представительницей компаний: «Dejac», «Le-monti», «
Schwarzkopf», «VQ», работала в модельных агентствах «Red Stars», «Шарм», «Grand Models», «Престиж», «Fashion» и со многими модельерами: Валентином Юдашкиным, Алисой Толкачёвой, Рутой, Татьяной Романюк, Александрой Грузиновой, Алиной Асси.
В зарубежной карьере модели Ирина Дмитракова сотрудничала с домами моды Нины Риччи, Оливье Лапидус, Изетты Гаджиевой и Chantal Thomass, а также снималась для журналов: «Vogue», «Elle», «XXL», «GQ», «Glamour», «OM», «l’Officiel», «Burda», «Playboy», «Maxim», «FHM» и других.

## Личная жизнь
- Замужем, растит сына Александра.(Сын рождён в 2005 году - отец Кирилл Рапопорт (сын актера Александра Рапопорта))
- Живёт между двумя городами — Нью-Йорком и Москвой.

## Фильмография
С 1998 года Ирина начала сниматься в кино. Работала с режиссёрами: Майклом Патриком Кингом, Оливером Стоуном и Теренсом Винтером. В последнее время активно снимается в Нью-Йорке.
- 1998 — Вороны зимних ночей
- 2000 — Ультиматум — Нина Петровна, лечащий врач
- 2000 — 24 часа — Аня
- 2000 — Бременские музыканты и Со
- 2001 — Нина — Расплата за любовь
- 2001 — Дронго
- 2002 — Раскалённая суббота
- 2003 — Love-сервис — Светик, менеджер-психолог
- 2003 — Детектив по-русски — Катя
- 2004 — Дорогая Маша Березина
- 2004 — Жизнь кувырком — «Мадонна»
- 2004 — Не нарушая закона
- 2005 — Мужской сезон: Бархатная революция — секретарь Бердяева
- 2005 — Таксистка 2 — Кристина
- 2005 — Феномен — Ирэна
- 2005 — Кулагин и партнёры
- 2005 — Парк советского периода — Анка-пулемётчица
- 2006 — Шпионские Игры
- 2006 — Вальс на прощание
- 2010 — А мама лучше! — директор модельного агентства
- 2010 — Наша Russia. Яйца судьбы
- 2011 — Низкий сезон / The Low Season — Лариса
- 2012 — Мексиканский вояж Степаныча — секретарша психотерапевта
- 2015 — Мужской сезон 2. Время гнева

Автор, продюсер и ведущая программ на телевидении:
- «Дамские штучки» (31 канал)
- «Стильные штучки» (СТС)
- «Модельный полдень» (ТВ-6)
- «5 минут до развода» (РЕН ТВ)
- «Новый фасон» (ТВ Центр)
- «Место под солнцем» (ID Entertainment, New York)

## Награды
- Лауреат национальной премии «Овация» в номинации топ-модель года (1997).[1]
- Обладатель звания — «Лучшая модель недели российской моды» (1999).
- Лауреат премии «Золотой циклоп» в конкурсе «Обложка года» (2000).
- Обладатель диплома «Стильный продюсер» (2001).
- Обладатель медали «Левша» за профессиональные достижения в области модельного бизнеса (2006).
- Обладатель ордена «За профессиональную и деловую репутацию» III степени (2010).